# 4687 Brunsandrej
4687 Brunsandrej este un asteroid din centura principală, descoperit pe 24 septembrie 1979 de Nikolai Cernîh.